# Neptis aino
Neptis aino är en fjärilsart som beskrevs av Shirôzu 1952. Neptis aino ingår i släktet Neptis och familjen praktfjärilar. Inga underarter finns listade i Catalogue of Life.